# الثورة الهولندية
الثورة الهولندية (1566 أو 1568-1648) كانت ثورة ناجحة للسبع مقاطعات البروتستانتية الشمالية الكبرى في البلاد الواطئة ضد حكم الملك فيليب الثاني ملك إسبانيا الروماني الكاثوليكي، الذي كان قد ورث المنطقة (السبعة عشر محافظة) من دوقية بورجوندي البائدة. (انضمت المحافظات الجنوبية الكاثوليكية في البداية للثورة لكنها انضمت فيما بعد إلى إسبانيا)
و قد تصاعد «صدام الثقافات» الدينية تدريجياً موجات من العنف ضد قمع ملك هابسبورغ. وقد أدت هذه التوترات إلى تشكيل الجمهورية الهولندية المستقلة. وكان وليام أورانج هو أول زعيم، تبعه عدد من ذريته ومعارفه. وكانت هذه الثورة واحدة من أولى الانشقاقات الناجحة في أوروبا، وأدت إلى واحدة من أولى الجمهوريات الأوروبية في العصر الحديث: الأقاليم المتحدة.
نجح الملك فيليب في بادئ الأمر في قمع الثورة، إلّا أن الثوار استولوا في عام 1572 على ميناء بريله، فانبعثت الثورة من جديد. أمست المقاطعات الشمالية مستقلةً، في البداية بحكم الأمر الواقع عام 1581، وبحكم القانون في عام 1648. خلال الثورة، نمت المقاطعات المتحدة في هولندا، التي تُعرف بالجمهورية الهولندية، بسرعة لتصبح قوةً عالمية بواسطة الملاحة التجارية وعاشت فترة من النمو العلمي والاقتصادي والثقافي. ظلت الأراضي المنخفضة الجنوبية (الواقعة في يومنا هذا في: جنوب هولندا وبلجيكا ولوكمسبورغ وشمالي فرنسا) واقعة تحت الحكم الإسباني. تسبّب الحكم الحديدي المستمر في الجنوب من قبل آل هابسبورغ بفرار العديد من النخب الثقافية والفكرية والمالية نحو الشمال، مساهمةً في نجاح الجمهورية الهولندية.[بحاجة لمصدر] فرض الهولنديون حصارًا قاسيًا على المقاطعات الجنوبية التي منعت حبوب البلطيق من تخفيف المجاعة في المدن الجنوبية، على وجه التحديد منذ عام 1587 حتى عام 1589. مع نهاية الحرب عام 1648، فُقدت مساحات ضخمة من الأراضي المنخفضة الجنوبية لمصلحة فرنسا، التي كانت قد أقامت تحالفًا، بتوجيه من الكاردينال ريشيليو ولويس الثالث عشر ملك فرنسا، مع الجمهورية الهولندية ضد إسبانيا في ثلاثينيات القرن السابع عشر.[بحاجة لمصدر]
يمكن النظر إلى الثورة الهولندية الفترة الأولى على أنها من حرب الثمانين عامًا. انصبّ التركيز في الفترة الأخيرة على نيل اعتراف رسمي باستقلال موجود مسبقًا بحكم الأمر الواقع للمقاطعات المتحدة. تزامنت هذه المرحلة مع صعود الجمهورية الهولندية كقوة رئيسية وتأسيس الإمبراطورية الهولندية.

## الخلفية

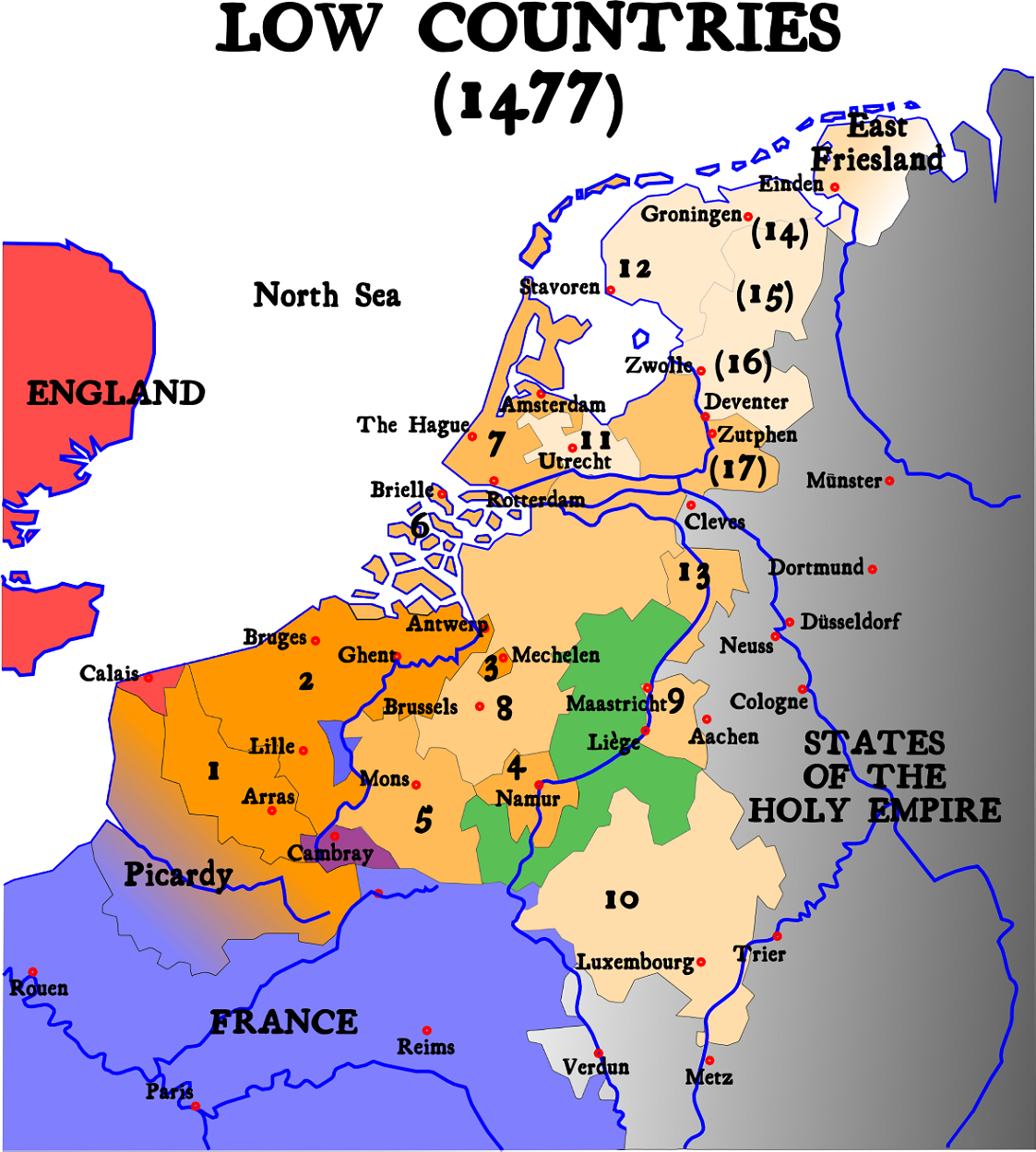
الأقاليم الهولندية السبعة عشر قبل قيام الثورة الهولندية

عبر سلسلة من الزيجات والفتوحات، وسعت مجموعة من دوقات بورغوندي أقاليمها الأصلية بإضافتهم إليها سلسلةً من الإقطاعيات، من بينها الأقاليم السبعة عشر. على الرغم من خسارة بورغونيا نفسها لمصلحة فرنسا عام 1477، كانت هولندا البورغوندية ما تزال دون أذى حين وُلد كارلوس الخامس هابسبورغ، وريث الأراضي البورغوندية عن جدته ماري، في غنت عام 1500. ترعرع كارلوس في هولندا وكان يجيد الإسبانية والفرنسية والهولندية ويتحدثها بطلاقة، إضافةً إلى إلمام بسيط بالألمانية. وبات في عام 1506 حاكم الولايات البورغوندية، التي كانت هولندا من ضمنها. في وقت لاحق عام 1516، ورِث عدة ألقاب من بينها لقب ملك إسبانيا، التي كانت قد أصبحت إمبراطوريةً عالمية مع الاستعمار الإسباني للأمريكيتين. في عام 1519، أصبح كارلوس حاكم إمبراطورية آل هابسبورغ، ونال لقب الإمبراطور الروماني المقدس عام 1530. على الرغم من إبداء مقاطعتي فريزلاند وخليدرز مقاومة مطوّلة (بقيادة غروت بيير والدوق كارلوس الثاني على التوالي)، دُمجت جميع الأراضي المنخفضة فعليًا في أقاليم آل هابسبورغ في مطلع أربعينيات القرن السادس عشر.

### فرض الضرائب
كان إقليم الفلاندرز لمدة طويلة إقليمًا غنيًا جدًا، وكان مطمع ملوك فرنسا. كذلك باتت أقاليم هولندا الأخرى غنيةً ورائدة في الأعمال. أمست إمبراطورية كارلوس الخامس إمبراطورية عالمية تضم أقاليم أمريكية وأوروبية ضخمة. إلا أن الأقاليم الأوروبية توزعت في جميع أنحاء أوروبا. أعاق تفاوت الأقاليم والامتداد الواسع لحدود الإمبراطورية السيطرة على هذه الأقاليم والدفاع عنها. كانت هذه المملكة الكبيرة في حرب دائمة تقريبًا مع جيرانها في المناطق الأوروبية الحيوية الخاصة بها، وكانت أبرز تلك الحروب حربها ضد فرنسا في الحروب الإيطالية وضد الدولة العثمانية في البحر المتوسط. خيضت حروب أخرى ضد الأمراء البروتستانت في ألمانيا. دفع الهولنديون ضرائب عالية لتمويل هذه الحروب، إلا أن أنهم عدّوها غير ضرورية وضارة بكل ما في الكلمة من معنى في بعض الأحيان.

### البروتستانتية
خلال القرن السادس عشر، تَعزّز وضع البروتستانتية بسرعة في شمال أوروبا. أخذت السلطات المحلية بالتسامح مع البروتستانتيين الهولنديين بعد قمع كانوا قد واجهوه في البداية. بحلول ستينيات القرن السادس عشر، باتت الجماعة البروتستانتية صاحبة نفوذ كبير في هولندا، على الرغم من أنها لم تكن تشكل سوى أقلية في تلك الآونة. اعتُبرت الحرية والتسامح أمرين أساسيين في مجتمع كان يعتمد على التجارة. ومع ذلك، شعر كارلوس الخامس، وخلفه فيليب الثاني منذ عام 1555، أن من واجبهم هزيمة البروتستانتية التي كانت تعدّها الكنيسة الكاثوليكية فرقة مهرطقة وتهديدًا لاستقرار النظام السياسي الهرمي بأكمله. من جهة أخرى، أصرّ البروتستانتيون الهولنديون أصحاب النزعة الأخلاقية القوية على لاهوتهم، من الناحية الأخلاقية تفوقت التقوى المخلصة وأسلوب حياة متواضعة على عادات البذخ والتدين السطحي الخاصين بطبقة النبلاء الكنسية. أدت تدابير القمع القاسية إلى مظالم متنامية في هولندا، واتبعت الحكومات المحلية مسار التعايش السلمي. تصاعدت الأوضاع في النصف الثاني من القرن. إذ أرسل فيليب قواته لسحق الثورة وتحويل هولندا إلى الكاثوليكية مرة أخرى. بالرغم من فشله في محاولة إدخال محاكم التفتيش الإسبانية بصورة مباشرة، كانت محاكم التفتيش الهولندية (استمرت حتى عام 1566) بطبيعتها قاسيةً واعتباطية كفاية لتأجج كراهيةً شديدة.

### المركزة
كان جزءًا من التحول في ميزان القوى في أواخر العصور الوسطى يعني أنه إضافة إلى طبقة النبلاء المحليين، لم يكن العديد من الإداريين الهولنديين في تلك اللحظة أرستقراطيين تقليديين بل كانوا يأتون من عائلاتٍ غير نبيلة ارتفعت منزلتها على مدى القرون السابقة. بحلول القرن الخامس عشر، أصبحت بروكسل بذلك عاصمة للأقاليم السبعة عشر بحكم الأمر الواقع. كانت مقاطعات هولندا، التي يعود تاريخها إلى العصور الوسطى والتي مُثّلت من قبل طبقة النبلاء والتجار الأثرياء سكان المدن، ما تزال تمتلك درجةً عالية من الاستقلالية في تعيين إدارييها. شرع كارلوس الخامس وفيليب الثاني في تطوير إدارة الإمبراطورية من خلال زيادة سلطة الحكومة المركزية في مسائل مثل القانون والضرائب، سياسة أثارت شكوكًا لدى كل من طبقتي النبلاء والتجار. كان تولّي السلطة في مدينة أوترخت عام 1528 مثالًا عن ذلك، حين حلَّ كارلوس الخامس محل رؤساء النقابات ليحكم المدينة عبر أمين المدينة التابع له، والذي تولّى صلاحيات دنيوية في كامل مقاطعة أوترخت من أبرشية أوترخت. أمَر كارلوس ببناء قلعة فريدينبورغ شديدة التحصين لمواجهة دوقية خيلدرز وللسيطرة على مواطني أوترخت 
في ظل عهد ماري من المجر (1531-1555)، نُزعت معظم السلطة التقليدية من كل من أمين مدينة المقاطعات ومن النبلاء الأعلى الذين استُبدلوا بقضاة محترفين في مجلس الدولة.

## المراحل الأولية (1555-1572)

### عشية الثورة (1555-1568)
في عام 1556 تنازل كارلوس عن عرشه لابنه فيليب الثاني ملك إسبانيا. نُظر إلى كارلوس، على الرغم من أفعاله القاسية، كحاكم متعاطف مع حاجات هولندا. من الجهة الأخرى، ترعرع فيليب في إسبانيا ولم يكن يتحدث لا الهولندية ولا الفرنسية. خلال حكم فيليب، اشتعلت التوترات في هولندا حول فرض الضرائب وقمع البروتستانتية وجهود المركزة. وصل الصراع المتعاظم إلى نقطة غليان وأفضى في نهاية المطاف إلى حرب الاستقلال.

### طبقة النبلاء تُشكّل معارضة
في محاولة لبناء حكومة هولندية مستقرة وجديرة بالثقة، عَيّن فيليب أخته غير الشقيقة مارغريت دوقة بارما حاكمًا. وتابع سياسة والده بتعيين أعضاء من نبلاء هولندا في راد فان شتات (ملجس الدولة)، الهيئة الحاكمة للمقاطعات السبعة عشر والتي كانت تُقدّم المشورة للحاكم. وعُيّن مستشاره أنطوان بيرينوت دي غرانفيل رئيسًا للمجلس. إلا أن ولايات المقاطعات ومجلس طبقات هولندا كانا قد بدآ بمعارضة رغبات فيليب من خلال الاعتراض على المقترحات التي قدّمها حول الضرائب. وطالبوا أيضًا، ونجحوا في خاتمة المطاف، بسحب القوات الإسبانية التي كان فيليب قد تركها لحراسة حدود هولندا الجنوبية مع فرنسا، إلا أنهم كانوا ينظرون إليها كتهديد لاستقلالهم (1559-1561).